# Bahnhof Meitetsu Nagoya
Der Bahnhof Meitetsu Nagoya (jap. 名鉄名古屋駅, Meitetsu Nagoya-eki) ist ein Bahnhof auf der japanischen Insel Honshū. Er wird von der Bahngesellschaft Meitetsu (Nagoya Tetsudō) betrieben und befindet sich in der Präfektur Aichi auf dem Gebiet der Stadt Nagoya. Zusammen mit den unmittelbar angrenzenden Bahnhöfen Nagoya von JR Central und Kintetsu Nagoya von Kintetsu sowie dem U-Bahnhof und drei Busbahnhöfen bildet er einen bedeutenden Verkehrsknotenpunkt im Stadtzentrum. Der Bahnhof ist auch der Mittelpunkt des weitläufigen Meitetsu-Streckennetzes, das große Teile der Präfekturen Aichi und Gifu erschließt.

## Verbindungen
Meitetsu Nagoya ist ein Durchgangsbahnhof an der Meitetsu Nagoya-Hauptlinie, die von der Bahngesellschaft Meitetsu betrieben wird. Diese verbindet Toyohashi mit Okazaki, Nagoya, Ichinomiya und Gifu. Zwar ist die Nagoya-Hauptlinie nominell die einzige Strecke, die durch den Bahnhof führt, hinzu kommen aber mehrere Nebenstrecken, die am Rand der Innenstadt in die Stammstrecke einmünden und dadurch ähnlich wie bei einer S-Bahn nach deutschem Vorbild umsteigefreie Verbindungen zwischen verschiedenen Außenästen ermöglichen. Auf diese Weise gibt es auf dem Abschnitt zwischen der Verzweigung Biwajima und Jingū-mae bis zu 26 Zugverbindungen stündlich.

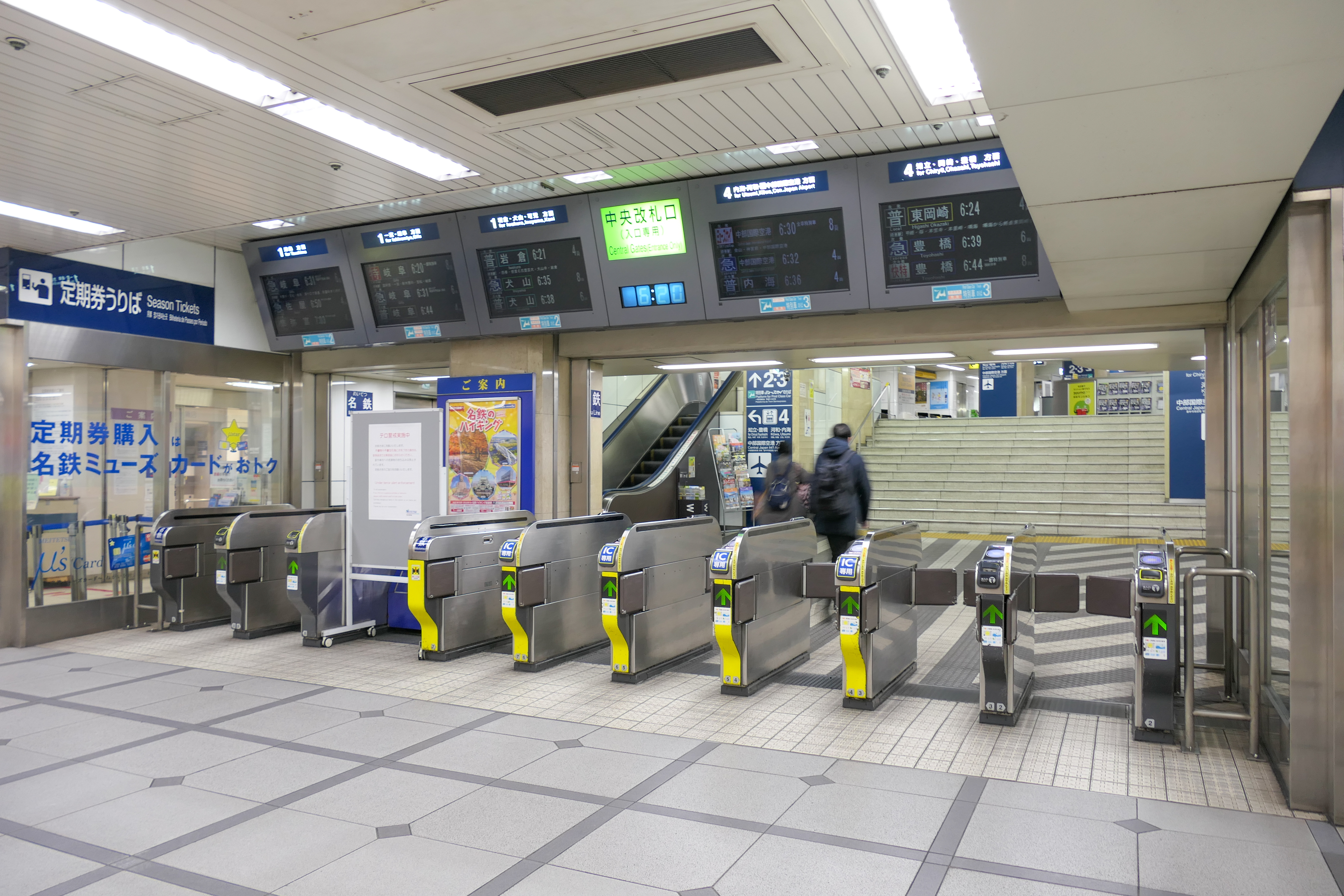
Haupteingang

Die einzigen Züge, die in Meitetsu Nagoya ihren Ausgangspunkt haben, sind die ausschließlich aus Erstklasswagen bestehenden µSky-Schnellzüge, die alle 30 Minuten zum Flughafen Chūbu verkehren und unterwegs nur an zwei Bahnhöfen halten. Daneben gibt es eine Vielzahl durchgehender Eilzug-Verbindungen der Zuggattungen Rapid Limited Express, Limited Express, Express und Semi Express. Auf dem Nordast der Nagoya-Hauptlinie nach Meitetsu Gifu sind es vier je Stunde und zwei weitere nach Meitetsu Ichinomiya; auf dem Südast verkehren sie bis Toyoake (2/h) und Toyohashi (6/h). Auf der Meitetsu Tsushima-Linie verkehren Eilzüge nach Saya (4/h), auf der Meitetsu Inuyama-Linie nach Inuyama (6/h) oder Shin-Unuma (4/h), auf der Meitetsu Tokoname-Linie zum Flughafen Chūbu (4/h), auf der Meitetsu Kōwa-Linie nach Kōwa und auf der Meitetsu Nishio-Linie nach Kira Yoshida (2/h).
Lokalzüge mit Halt in Meitetsu Nagoya verkehren auf den Verbindungen Shin-Unuma–Higashi-Okazaki und Iwakura–Higashi-Okazaki. Während der Hauptverkehrszeit werden die µSky-Schnellzüge nach Gifu und Shin-Unuma verlängert, außerdem gibt es zusätzliche Eilzüge von Ichinomiya nach Toyokawa-Inari sowie zusätzliche Lokalzüge auf der Tsushima-Linie.

## Anlage

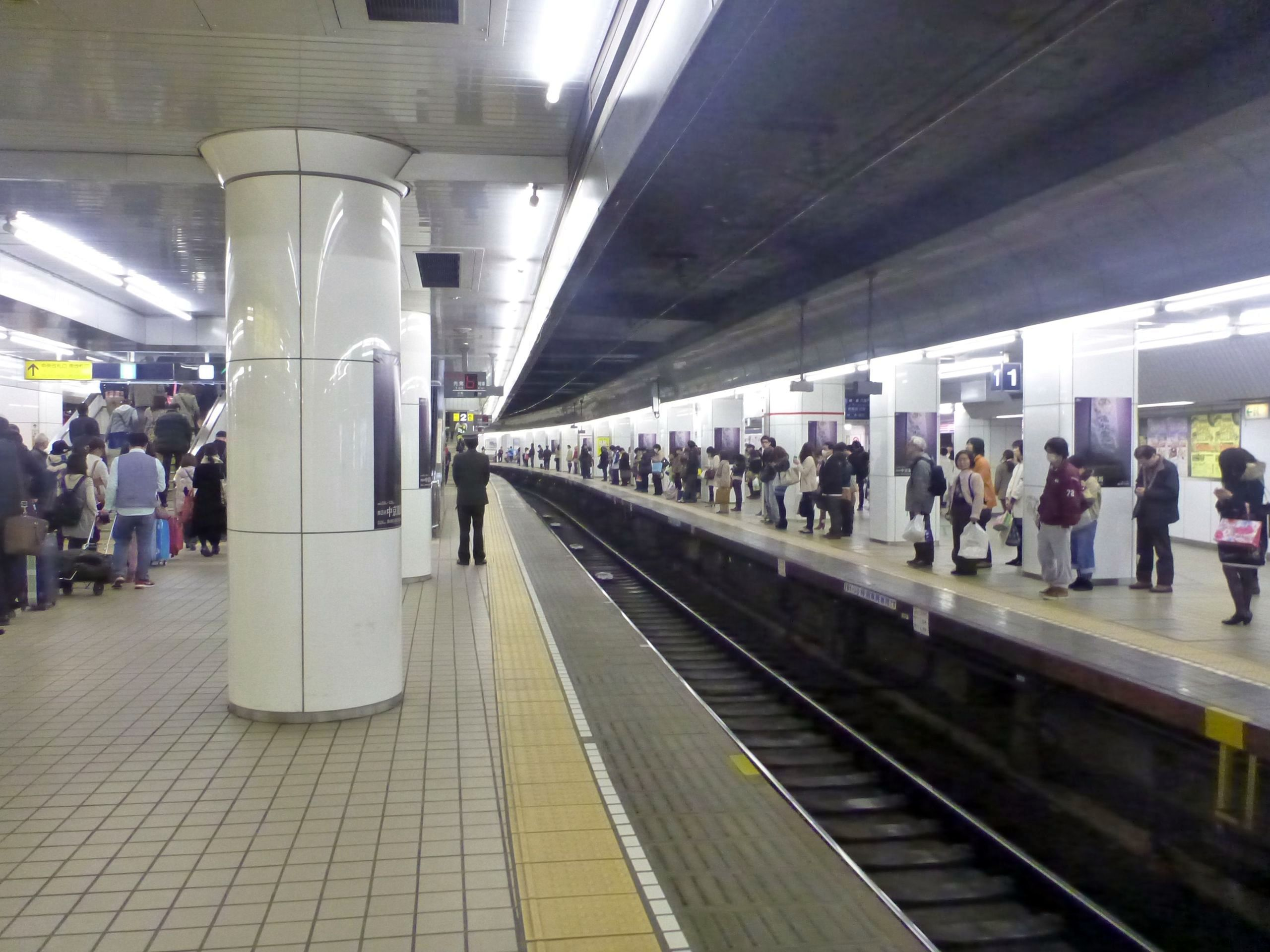
Ansicht des Tunnelbahnhofs

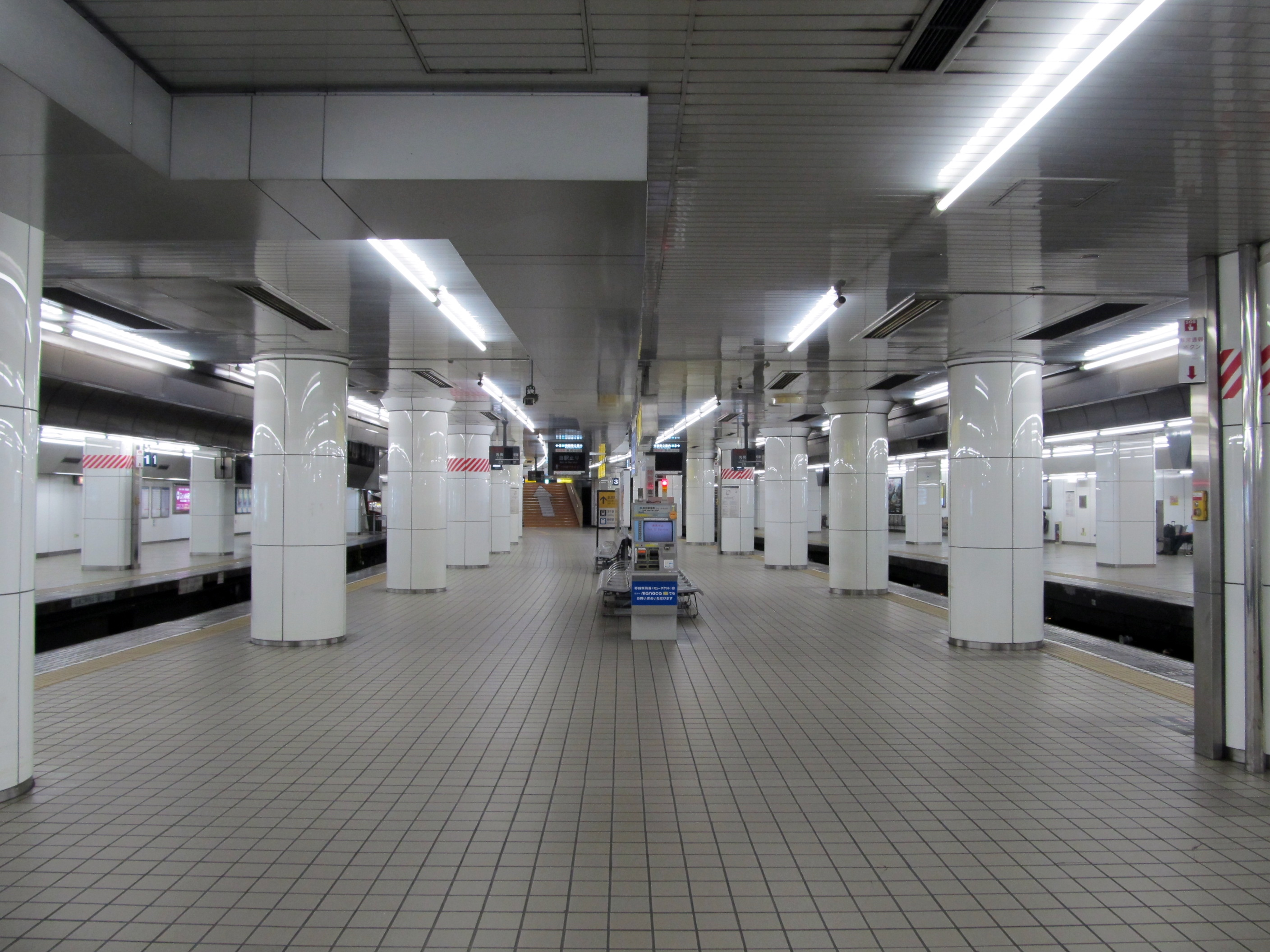
Mittelbahnsteig

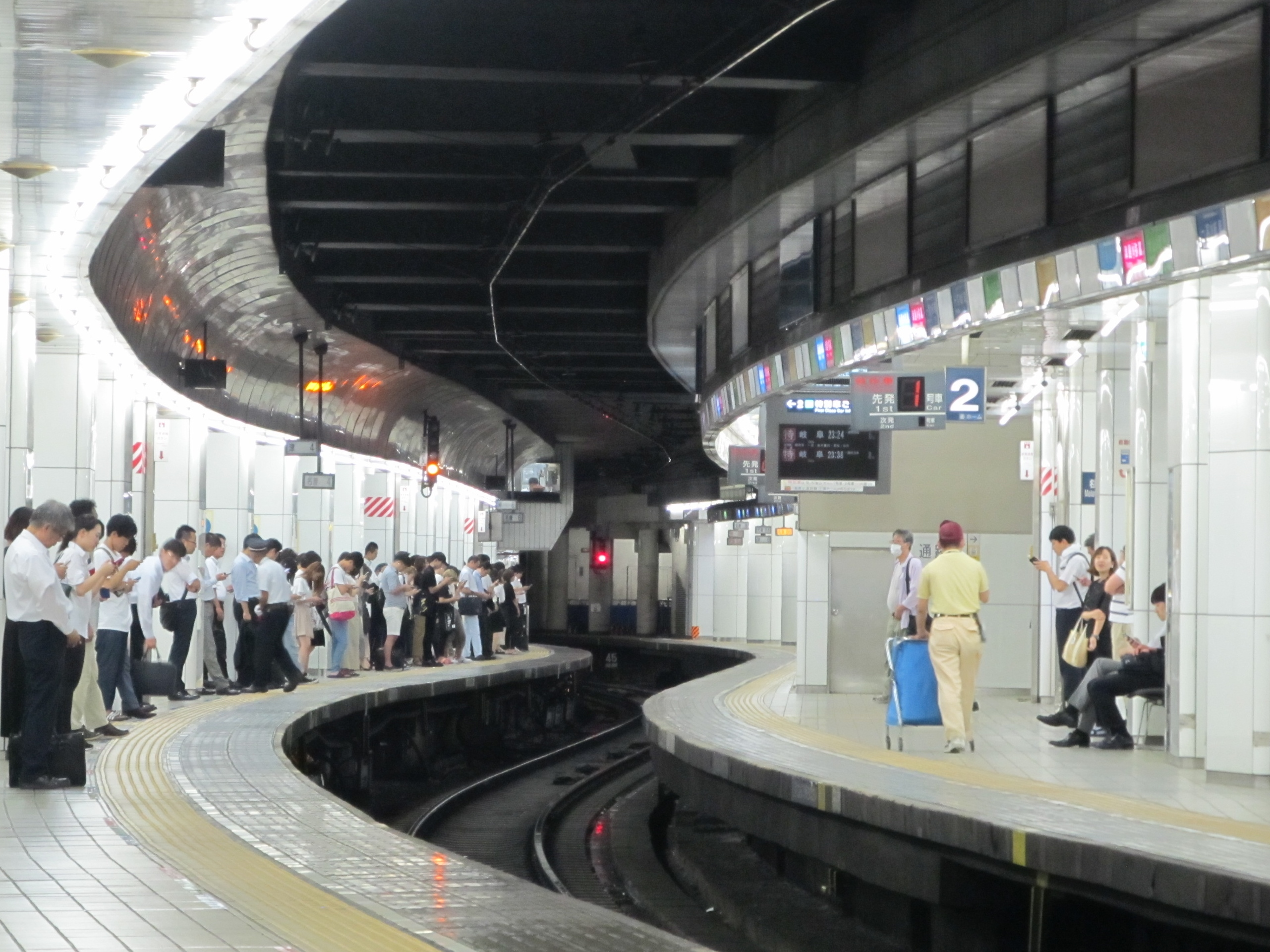
S-förmiges Abfahrtsgleis

Der Bahnhof steht im Südwesten des Stadtteils Meieki, der zum Bezirk Nakamura-ku gehört und das wichtigste Geschäftsviertel der Stadt bildet. In der Umgebung befinden sich mehrere Wolkenkratzer, darunter JR Central Towers, JR Gate Tower und Midland Square. Meitetsu Nagoya ist ein Tunnelbahnhof unter dem Meitetsu-Kaufhauses und ist von sechs verschiedenen Eingängen mit Bahnsteigsperren aus erreichbar. Während das erste Untergeschoss als Verteilerebene dient, sind im zweiten Untergeschoss die Bahnanlagen zu finden. Diese sind von Norden nach Süden ausgerichtet und umfassen zwei Gleise an einem Mittelbahnsteig und zwei Seitenbahnsteigen. Dies bedeutet, dass beide Gleise von zwei Seiten her zugänglich sind. Durch die leichte Krümmung der Gleise entstehen Lücken zwischen Zug und Bahnsteig. Daher leuchtet jeweils eine gelbe Drehleuchte an der Unterseite des Bahnsteigs, um die Fahrgäste zu warnen, wenn eine Tür geöffnet oder geschlossen wird.
Westlich angrenzend befindet sich der ebenfalls in einem Tunnel gelegene Bahnhof Kintetsu Nagoya, die Endstation der von Osaka her kommenden Kintetsu Nagoya-Linie der Bahngesellschaft Kintetsu. Über die unterirdische Ladenpassage Gate Walk sind die Station der U-Bahn Nagoya, der oberirdische Bahnhof Nagoya von JR Central und der Meitetsu-Busbahnhof erreichbar.
Im Fiskaljahr 2019 nutzten durchschnittlich 149.996 Fahrgäste täglich den Bahnhof.

## Gleise
Aufgrund der beengten Platzverhältnisse und der relativ hohen Anzahl der hier verkehrenden Züge sind die Bahnsteige nicht wie sonst üblich einer bestimmten Linie vorbehalten. Maßgeblich sind stattdessen die Haltepositionen der Züge, die für jede Linie unterschiedlich sind und auf den Bahnsteigen farblich markiert sind. Entsprechend können die einsteigenden Fahrgäste in besonders gekennzeichneten Zonen eine Warteschlange bilden und kommen sich so nicht in die Quere. Auf diese Weise wird die gesamte Fläche der Bahnsteige optimal ausgenutzt. Züge, die in Meitetsu Nagoya ihre Endstation haben (insbesondere die µSky-Schnellzüge vom und zum Flughafen), wenden nicht im Tunnelbahnhof, sondern auf Abstellgleisen im nordwestlich angrenzenden Bahnhof Sakō oder im Bahnhof Shimo-Odai an der Meitetsu Inuyama-Linie.

## Geschichte

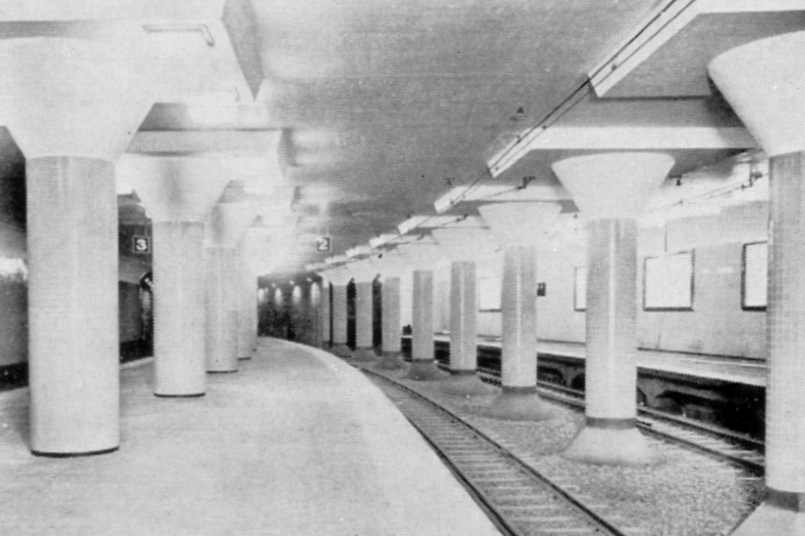
Der Bahnhof Meitetsu Nagoya im Jahr 1941

Die größten regionalen Bahngesellschaften im Ballungsraum Nagoya, die Meigi Tetsudō (kurz Meiden) und die Aichi Denki Tetsudō (kurz Aiden), fusionierten am 1. August 1935 zur Nagoya Tetsudō, deren Kurzbezeichnung Meitetsu lautet. Damals bestand noch keine Verbindung zwischen den beiden getrennten Streckennetzen: Die Meiden-Strecken hatten ihren Ausgangspunkt in den Bahnhöfen Yanagibashi und Oshikirichō und waren ins Straßenbahnnetz integriert, während die Aiden-Züge vom Jingū-mae aus verkehrten. Aus diesem Grund begannen umgehend Planungen für eine durchgehende Verbindung von Higashi-Biwajima nach Jingū-mae, parallel zur Tōkaidō-Hauptlinie. Zu dieser Zeit war das Eisenbahnministerium damit beschäftigt, den ebenerdigen Bahnhof Nagoya auf einen Damm und um rund 200 Meter nordwärts an seinen heutigen Standort zu verlegen. Nachdem diese Arbeiten im Februar 1937 abgeschlossen waren, war es der Meitetsu nun möglich, den frei gewordenen Teil des Bahnhofsgeländes zu nutzen.
Sie plante dort ein Kaufhaus und darunter einen Tunnelbahnhof im Shin-Nagoya-Tunnel. Obwohl das Eisenbahnministerium das Vorhaben während des Pazifikkriegs als kriegswichtig einstufte, erwies sich die Beschaffung von Baumaterialien bisweilen als sehr schwierig. Die Eröffnung des Bahnhofs Shin-Nagoya (新名古屋) erfolgte schließlich am 12. August 1941, am selben Tag wurden die Bahnhöfe Oshikirichō und Yanagibashi stillgelegt. Unmittelbar neben Shin-Nagoya war drei Jahre zuvor der Bahnhof Kankyū Nagoya (heute Kintetsu Nagoya) eröffnet worden, die Endstation der Kintetsu Nagoya-Linie. Zwischen beiden Tunnelbahnhöfen bestand ein unterirdisches Verbindungsgleis, da beide Strecken damals dieselbe Spurweite besaßen. Der Lückenschluss zwischen Shin-Nagoya und Jingū-mae erfolgte am 1. September 1944. Ein Luftangriff der United States Army Air Forces beschädigte am 12. März 1945 das Meitetsu-Bahnhofsgebäude, am 12. Dezember 1946 brannte es infolge eines elektrischen Kurzschlusses aus.
Am 1. April 1950 ging ein neues Bahnhofsgebäude in Betrieb und am 20. Dezember 1952 entfernte man das Verbindungsgleis aufgrund der Umspurung der Kintetsu Nagoya-Linie. Darüber begann 1953 der Bau des Meitetsu-Kaufhauses, das am 1. Dezember 1954 zunächst auf zwei Stockwerken seine Tore öffnete. Am 27. Juli 1957 war das Gebäude mit zehn Stockwerken und drei unterirdischen Geschossen fertiggestellt. Ein Auffahrunfall im Bahnhof führte 29. März 1964 zu 143 Verletzten. Von Mai bis September 1974 ließ Meitetsu die Bahnsteige unter laufendem Betrieb verbreitern. Im November 1976 kamen ein neuer Nordeingang und ein Katastrophenschutzzentrum hinzu. Von 1985 bis 1987 fanden umfassende Renovierungsarbeiten statt. Die Eröffnung der Meitetsu-Flughafenlinie zum Flughafen Chūbu am 29. Januar 2005 löste eine Neuordnung des Verkehrs in der Region Tōkai aus. Damit verbunden war die Umbenennung des Bahnhofs Shin-Nagoya in Meitetsu Nagoya, wodurch sich Meitetsu eine stärkere Identifikation mit dem Markennamen Meitetsu durch Touristen und Geschäftsreisende erhoffte.
Ein im Jahr 2017 präsentierter Sanierungsplan sieht die Erweiterung des Meitetsu-Bahnhofs vor. Konkret soll das derzeitige Bahnhofsgelände über die Hauptstraße Taikō-dori hinweg nach Süden erweitert werden, wodurch sich dessen Fläche verdoppeln würde. Es soll eine Reihe langer, schmaler Wolkenkratzer gebaut werden, die sich auf einer Länge von etwa 400 Metern entlang der Nagoya-Hauptlinie erstrecken. Der Bahnhof selbst soll auf vier Gleise erweitert werden, was die betriebliche Situation markant verbessern würde. Neben Meitetsu sind auch Kintetsu, Nihon Seimei Hoken und Mitsui Fudōsan an dem Sanierungsprojekt beteiligt, das den Abriss und die integrierte Sanierung des Hauptgebäudes des Meitetsu-Kaufhauses, des Gebäudes Kintetsu Passé und des Sasajima-Gebäudes von Nippon Seimei vorsieht. Ursprüngliches Ziel war es, das Projekt bis 2027 abzuschließen, dem vorgesehenen Fertigstellungstermin für die Schnellfahrstrecke Chūō-Shinkansen. Der Baubeginn hätte 2022 erfolgen sollen, dieser hat sich jedoch aufgrund von Schwierigkeiten bei der Koordinierung zwischen den beteiligten Parteien um mindestens zwei Jahre gegenüber dem ursprünglichen Zeitplan verzögert. Im Juni 2021 gab Meitetsu-Präsident Hiroki Takasaki bekannt, dass der Ausbau des Bahnhofs um 2030 abgeschlossen sein soll.

## Linien
| Verlauf der Meitetsu Nagoya-Hauptlinie |
| --- |
| Toyohashi • Ina • Odabuchi • Kō • Goyu • Meiden Akasaka • Meiden Nagasawa • Motojuku • Meiden Yamanaka • Fujikawa • Miai • Otogawa • Higashi-Okazaki • Okazakikōen-mae • Yahagibashi • Utō • Shin-Anjō • Ushida • Chiryū • Hitotsugi • Fujimatsu • Toyoake • Zengo • Chūkyō-keibajō-mae • Arimatsu • Sakyōyama • Narumi • Moto Hoshizaki • Moto Kasadera • Sakura • Yobitsugi • Horita • Jingū-mae • Kanayama • Sannō • Meitetsu Nagoya • Sakō • Higashi-Biwajima • Nishi-Biwajima • Futatsu-iri • Shinkawa-bashi • Sukaguchi • Marunouchi • Shin-Kiyosu • Ōsato • Okuda • • Kōnomiya • Shima-ujinaga • Myōkōji • Meitetsu Ichinomiya • Imaise • Iwato • Shin-Kisogawa • Kuroda • Kisogawa-zutsumi • Kasamatsu • Ginan • Chajo • Kanō • Meitetsu Gifu |